# عائشة بنت طلحة
عائشة بنت طلحة بن عبيد الله (المتوفية سنة 110 هـ) تابعية مدنية، وواحدة من رواة الحديث النبوي.

## سيرتها
عائشة بنت طلحة هي ابنة طلحة بن عُبَيد الله أحد العشرة المبشرين بالجنة، وأمها أم كلثوم بنت أبي بكر، وخالتها عائشة بنت أبي بكر. نشأت في المدينة المنورة في كنف خالتها عائشة، وتزوَّجها ابن خالها عبد الله بن عبد الرحمن بن أبي بكر حتى توفي عنها، ثم تزوَّجها مصعب بن الزبير وأصدقها مئة ألف دينار، إلا أنه قُتل وهو والٍ على العراق، فتزوَّجها عمر بن عبيد الله بن معمر التيمي، فأصدقها مليون درهم.
كانت عائشة من أجمل نساء زمانها، مما جعل شعراء أمثال عمر بن أبي ربيعة والغريض والحارث بن خالد المخزومي أمير مكة يتغزلون ويتشبّبون بها في أشعارهم. وقد توفيت نحو سنة 110 هـ بالمدينة، وكان لها من الولد عِمران وبه كانت تكنى، وعبد الرحمن، وأبو بكر، وطلحة، ونفيسة تزوَّجها الوليد بن عبد الملك بن مروان، كلهم من زوجها الأول عبد الله بن عبد الرحمن بن أبي بكر، ولم تلد عائشة من أحد من أزواجها غيره.

## روايتها للحديث النبوي
- روت عن: خالتها عائشة بنت أبي بكر.[1][2]
- روى عنها: حبيب بن أبي عمرة وابن أخيها طلحة بن يحيى بن طلحة بن عبيد الله وابن أخيها معاوية بن إسحاق بن طلحة بن عبيد الله وحفيد أخيها موسى بن عبد الله بن إسحاق وفضيل بن عمرو الفقيمي[2] وابنها طلحة بن عبد الله بن عبد الرحمن بن أبي بكر وعبد الله بن يسار وعطاء بن أبي رباح وعمر بن سويد والمنهال بن عمرو ويوسف بن ماهك المكي.[1]
- الجرح والتعديل: قال أبو زرعة الدمشقي عنها: «امرأة جليلة، حدث الناس عنها لفضائلها، وأدبها»،[1] وقد وثّقها يحيى بن معين[2] والعجلي، وذكرها ابن حبان في كتاب «الثقات»، كما روى لها الجماعة.[1]